# The Killing of a Sacred Deer
The Killing of a Sacred Deer is een Iers-Brits film uit 2017, geregisseerd door Giorgos Lanthimos met  Colin Farrell en Nicole Kidman in de hoofdrollen. De film ging op 22 mei in première in de competitie van het filmfestival van Cannes 2017.

## Verhaal
Steven Murphy is een briljante chirurg die Martin, een jonge tiener, onder zijn hoede neemt. Doordat de jongeling zich echter begint te mengen in het dagelijks leven van de familie, wordt de dagelijkse gang van zaken ontregeld. De jongeman wordt steeds problematischer en dreigender zodat er maatregelen moeten genomen worden.

## Rolverdeling
| Acteur             | Personage      |
| ------------------ | -------------- |
| Colin Farrell      | Steven Murphy  |
| Nicole Kidman      | Anna Murphy    |
| Raffey Cassidy     | Kim Murphy     |
| Sunny Suljic       | Bob Murphy     |
| Bill Camp          | Matthew        |
| Barry Keoghan      | Martin         |
| Alicia Silverstone | Martins moeder |

## Productie
Op 11 mei 2016 werd aangekondigd dat Colin Farrell gecast was voor de nieuwste film van Giorgos Lanthimos naar een script dat Lanthimos samen met Efthymis Filippou geschreven had. In juni 2016 werd Nicole Kidman toegevoegd aan de cast en in augustus 2016 volgden Alicia Silverstone, Raffey Cassidy, Bill Camp, Barry Keoghan en Sunny Suljic.
De filmopnamen gingen van start op 23 augustus 2016 in Cincinnati waar gefilmd werd in The Crist Hospital. Vervolgens werd er ook gefilmd in de omgeving van Hyde Park, Cincinnati.
De film kreeg overwegend positieve kritieken van de filmcritici met een score van 74% op Rotten Tomatoes.

## Prijzen en nominaties
De belangrijkste:
| Jaar | Prijs                   | Categorie      | Genomineerde(n)                      | Uitslag  |
| ---- | ----------------------- | -------------- | ------------------------------------ | -------- |
| 2017 | Filmfestival van Cannes | Beste scenario | Efthymis Filippou, Giorgos Lanthimos | Gewonnen |